# پدرو ریکتر پرادا
پدرو ریکتر پرادا (به اسپانیایی: Pedro Richter Prada) (زاده ۴ ژانویه ۱۹۲۱ – درگذشته ۱۴ ژوئیه ۲۰۱۷) سیاست‌مدار اهل پرو بود. وی از ۳۱ ژانویه ۱۹۷۹ تا ۲۸ ژوئیه ۱۹۸۰ نخست‌وزیر این کشور بود.
پدرو ریکتر پرادا در ۱۴ ژوئیه ۲۰۱۷، در سن ۹۶ سالگی درگذشت.